# Pergalumna punctulata
Pergalumna punctulata (лат.) — вид панцирных клещей из отряда Oribatida (Galumnidae). Вьетнам.

## Описание
Микроскопического размера клещи, длина менее 1 мм, размеры тела 302—356 × 237—262 мкм. Поверхность тела морщинисто-зернистая, но без бугорков, с 3 парами нотогастральных пороносных зон. Рострум округлый. Ботридиальные щетинки слегка расширены. Покровы сильно склеротизованные, тёмные (основная окраска коричневая). Имеют 6 пар генитальных пластинок. Гистеросома округлая, несёт около 10 пар нотогастральных щетинок. На протеросоме расположены гребневидные уплощённые ламеллы.
Впервые был описан в 1967 году, а его валидный статус был подтверждён в ходе родовой ревизии, проведённой акарологами Сергеем Ермиловым (Тюменский государственный университет, Тюмень, Россия) и его коллегами.
Pergalumna punctulata морфологически сходен с видами P. granulata, P. paraindistincta и P. indistincta.